# Simone Drexel
Simone Drexel (* 13. Mai 1957 in St. Gallen) ist eine Schweizer Sängerin.

## Leben und Wirken
1973 belegte Drexel den ersten Platz beim Talentwettbewerb der Jugendzeitschrift Bravo. Der Einstieg von Drexel ins Musikgeschäft war als Teenager 1975 der Auftritt am Grand Prix Eurovision in Stockholm. Mit dem Lied Mikado ersang sie für die Schweiz den 6. Platz. Auch in den Charts ihrer Heimat war die Single ein grosser Erfolg (Platz 2), dennoch entschied sie sich nach wenigen weiteren Singles gegen eine langfristige Laufbahn als Schlagersängerin. 
Nach einer Ausbildung zur medizinischen Praxisassistentin heiratete Drexel einen Musiker, änderte ihren Nachnamen in Johnson und wurde 1984 Mutter. Ein Jahr später begann sie ihre Arbeit in einem transfusionsmedizinischen Labor, in dem sie noch 2006 tätig war.
In den letzten Jahren nahm Drexel auch ihre Gesangslaufbahn wieder auf und sang in verschiedenen Blues-, Rock-, Bossa- und Jazzformationen. 2001 sang sie ihren einzigen Hit Mikado noch einmal im Rahmen eines Fanclubtreffens des „Eurovisionsclubs Schweiz“. Sie war dann als Gesangslehrerin (Spezialgebiet Atemtechnik) sowie mehr als zehn Jahre als Frontfrau der Bluesband Bluesonix tätig.